# St. Irmgardis-Krankenhaus Süchteln

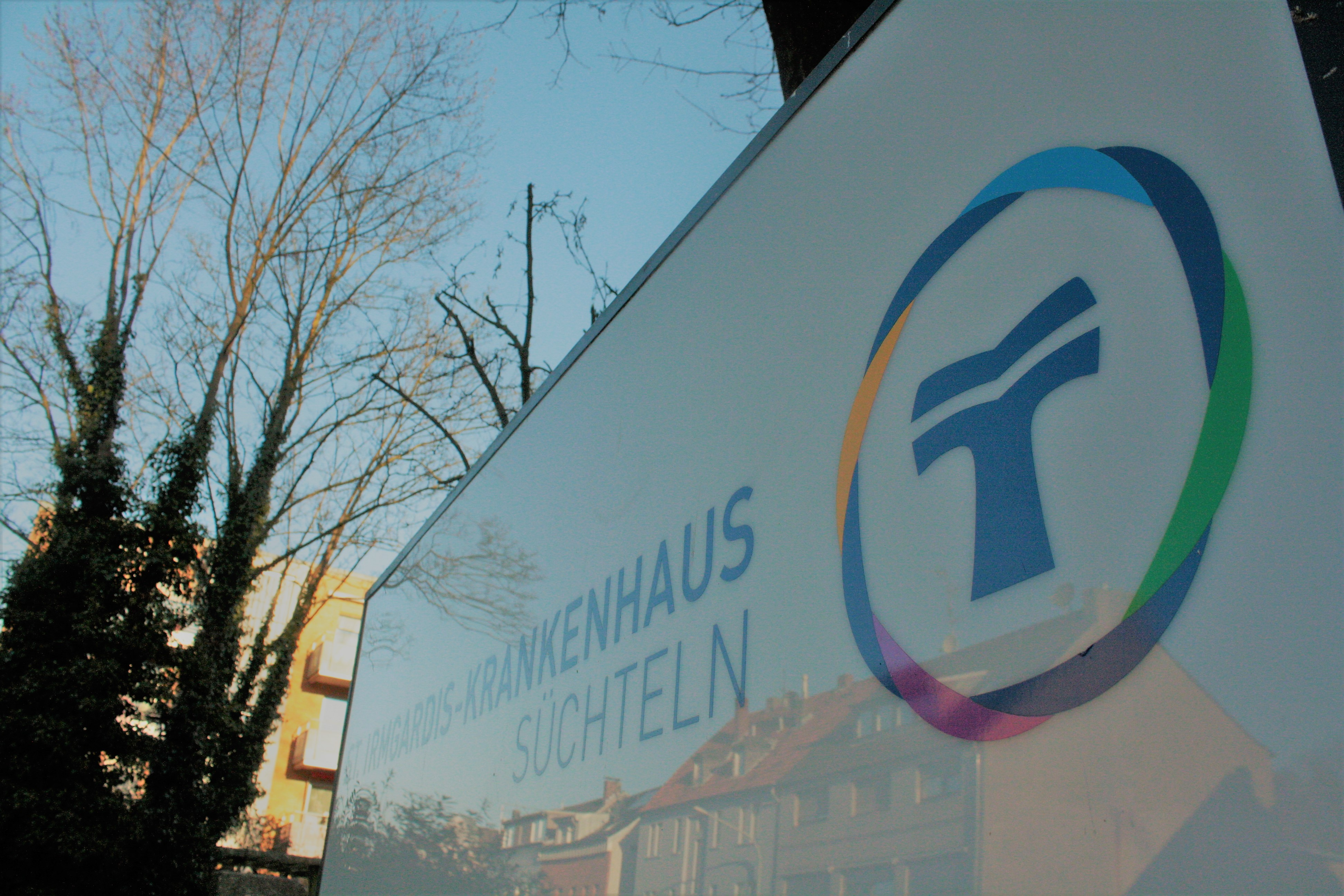
St. Irmgardis-Krankenhaus, Süchteln

Das St. Irmgardis-Krankenhaus Süchteln ist ein Krankenhaus im Viersener Stadtteil Süchteln.
Das Krankenhaus verfügt über 160 Krankenbetten, davon sechs interdisziplinäre Intensiv-Pflegebetten. Es unterhält die Abteilungen Innere Medizin, Chirurgie/Schwerpunkt Viszeralchirurgie, Chirurgie/Schwerpunkt Unfallchirurgie und Sportmedizin, Chirurgie/Schwerpunkt Hand-, Plastische- und Ästhetische Chirurgie, Konservative Orthopädie und spezielle Schmerztherapie sowie eine Abteilung für Geriatrie.
Darüber hinaus werden in dem Krankenhaus sieben verschiedene Ausbildungsberufe angeboten, die erlernt werden können: Pflegefachmann/Pflegefachfrau, Pflegefachassistenz, Medizinische Fachangestellte, Chirurgisch-Technische Assistenz, Operations-Technische Assistenz, Anästhesietechnische Assistenz und Kaufmann/-frau für Büromanagement.
Das Krankenhaus ist benannt nach der Heiligen Irmgard von Süchteln und wird von der St. Franziskus-Stiftung Münster betrieben.

## Geschichte
Das St. Irmgardis-Krankenhaus wurde 1871 von der katholischen „Kirchengemeinde St. Clemens Süchteln“ gegründet. Um 1900 gab es etwa 50 Betten. Bis 1972 wurde das Krankenhaus von Ordensschwestern geleitet, die aber aufgrund von Nachwuchsproblemen aufgeben mussten. 2009 übernahmen die St. Franziskus-Stiftung Münster und das Allgemeine Krankenhaus Viersen die Einrichtung.